# Pidgin (datorprogram)
Pidgin, tidigare Gaim, är ett front-end program till libpurple för direktmeddelanden med stöd för ett stort antal andra programs protokoll som ICQ, MSN, Jabber och Yahoo!, vilka kan användas parallellt i samma kontaktlista. Programmet använder flikar för att hantera konversationer, likt hur Firefox gör med webbsidor. Det finns även ett stort antal plugins som kan underlätta och lägga till ytterligare funktioner.
Pidgin är skrivet med hjälp av GTK+ och kan användas på Linux, BSD, Mac OS, Windows, SkyOS och Qtopia. Pidgin är fri programvara under licensen GPL-2.0-or-later och finns förinstallerad i många linuxdistributioner, speciellt de som baseras på Gnome.
Eftersom Pidgin är fri programvara har den snabbt kunnat anpassas för många olika plattformar.

## Protokoll

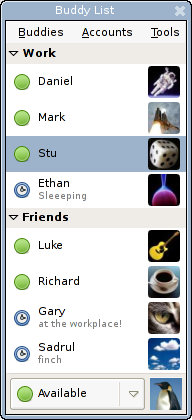
Kontaktfönstret i Pidgin 2.0.

Pidgin kan kommunicera via ett stort antal olika system för chatt och snabbmeddelanden. Istället för att använda ett separat program för varje nätverksprotokoll så räcker det med en mjukvara.
- AIM
- DirectNet (via plugin)
- Gadu-Gadu
- ICQ
- IRC
- Google Talk (bara text, ljud är under utveckling[när?])
- XMPP (tidigare jabber)
- Lotus Sametime
- Myspace IM
- Novell GroupWise
- OpenNAP
- QQ, via plugin från libqq
- SILC
- SIP (bara text just nu[när?])
- Windows Live Messenger (tidigare känt som MSN Messenger)
- Yahoo! Messenger
- Zephyr